# Hagåsens naturreservat
Hagåsen är ett naturreservat i Ljusdals och i Nordanstigs kommuner i Hälsingland.
Reservatet ligger i Hassela och Ramsjö socknar. Det ligger längs den 525 meter höga Hagåsens sydsluttning. Det domineras av tallskog på bergssluttningar. De äldsta tallarna är 500 år gamla.
Naturreservatet omfattar 269 ha och bildades 1992.